# Линарес, Хорхе
Хорхе Линарес (исп. Jorge Linares; род. 22 августа 1985, Баринас, Венесуэла) — венесуэльский боксёр-профессионал. Чемпион мира в полулёгкой (WBC, 2007—2008), 2-й полулёгкой (WBA, 2008—2009) и лёгкой (WBC, 2014—2016; WBA, 2016—2018; The Ring, 2016—2018) весовых категориях.

## Любительская карьера
Выступал в любительском боксе на уровне юниоров. В 1999 году стал чемпионом Венесуэлы среди юниоров (до 14 лет). В 2001 году стал чемпионом Венесуэлы среди юниоров (до 16 лет).

## Профессиональная карьера
Дебютировал на профессиональном ринге 15 декабря 2002 года, нокаутировав в 1-м раунде Чон Гёнсу.
31 января 2004 года победил по очкам экс-чемпиона мира в наилегчайшем весе аргентинца Уго Рафаэля Сото. Счёт судей: 99/91 и 100/90 (дважды).

### Чемпионский бой с Оскаром Лариосом
21 июля 2007 года Линарес вышел на бой за вакантный титул чемпиона мира по версии WBC в полулёгком весе против мексиканца Оскара Лариоса. Линарес одержал победу техническим нокаутом в 10-м раунде и впервые стал чемпионом мира.
15 декабря 2007 года защитил свой титул, нокаутировав в 8-м раунде мексиканца Гамалиэля Диаса.

### Чемпионский бой с Вибером Гарсией
Линарес поднялся во 2-й полулёгкий вес.
28 ноября 2008 года он встретился с панамцем Вибером Гарсией в бою за вакантный титул чемпиона мира во 2-м полулёгком весе по версии WBA. Линарес выиграл техническим нокаутом в 5-м раунде и стал чемпионом мира во второй весовой категории.
27 июня 2009 года защитил свой титул, победив мексиканца Хосафата Переса техническим нокаутом в 8-м раунде.

### Потеря титула в бою с Хуаном Карлосом Сальгадо
10 октября 2009 года Линарес уступил свой титул мексиканцу Хуану Карлосу Сальгадо, проиграв техническим нокаутом в первом же раунде. Это поражение стало для Линареса первым в карьере в 28-ми боях.
31 июля 2010 года победил по очкам бывшего претендента на титул чемпиона мира в полулёгком и 2-м полулёгком весе американца Рокки Хуареса.
24 октября 2010 года досрочно победил экс-чемпиона мира во 2-м полулёгком и лёгком весах мексиканца Хесуса Чавеса. После этого Чавес ушёл из бокса.

### Чемпионский бой сАнтонио ДеМарко
15 октября 2011 года вышел на бой за вакантный титул чемпиона мира в лёгком весе по версии WBC против мексиканца Антонио ДеМарко. Мексиканский спортсмен одержал победу техническим нокаутом в 11-м раунде.
31 марта 2012 года проиграл техническим нокаутом во 2-м раунде мексиканцу Серхио Томпсону.
6 октября 2012 года победил по очкам бывшего претендента на титул чемпиона мира во 2-м полулёгком и лёгком весах мексиканца Эктора Веласкеса. Счёт судей: 97/91, 98/91, 100/89.
8 марта 2014 года победил по очкам бывшего претендента на титул чемпиона мира в лёгком весе японца Нихито Аракаву. Счёт судей: 98/92 и 100/90 (дважды). Линарес стал официальным претендентом на титул WBC в лёгком весе.

### Чемпионский бой сХавьером Прието
30 декабря 2014 года Линарес вышел на бой за вакантный титул чемпиона мира в лёгком весе по версии WBC против мексиканца Хавьера Прието. Линарес одержал победу нокаутом в 4-м раунде. Таким образом, венесуэлец стал чемпионом мира в третьей весовой категории.
30 мая 2015 года нокаутировал в 10-м раунде британца Кевина Митчелла.
10 октября 2015 года нокаутировал в 4-м раунде мексиканца Ивана Кано.
Весной 2016 года должен был провести защиту титула в бою против черногорца Деяна Златичанина. Поединок был отменён, так как Линарес получил травму. Венесуэлец был лишён титула WBC (титул стал вакантным) и объявлен «чемпионом в отпуске».

### Чемпионский бой сЭнтони Кроллой
24 сентября 2016 года встретился с чемпионом мира в лёгком весе по версии WBA британцем Энтони Кроллой. На кону также был вакантный титул чемпиона мира в лёгком весе по версии журнала «Ринг». Поединок продлился все 12 раундов. Судьи единогласно отдали победу Линаресу: 115—114, 115—113, 117—111.

### Второй Чемпионский бой сЭнтони Кроллой
25 марта 2017 года в бою реванше встретился с Энтони Кроллой. Поединок продлился все 12 раундов. Судьи также единогласно отдали победу Линаресу: 118—109 трижды.

### Чемпионский бой сЛюком Кэмпбеллом
23 сентября 2017 года победил по очкам раздельным решением, британца Люка Кэмпбелла.
27 января 2018 года победил по очкам бывшего претендента на титул чемпиона мира в лёгком весе филиппинца Мерсито Гесту.

### Чемпионский бой сВасилием Ломаченко
12 мая 2018 года Хорхе Линарес в сложном противостоянии проиграл техническим нокаутом в 10-м раунде украинцу Василию Ломаченко.

### Чемпионский бой с Девином Хейни
29 мая 2021 года встретился с чемпионом мира в лёгком весе по версии WBC не имеющим поражений американцем Девином Хейни. Проиграл по очкам.
В октябре 2023 года объявил о завершении карьеры.

## Титулы
- Чемпион мира в полулёгкой весовой категории (WBC, 2007—2008).
- Чемпион мира во второй полулёгкой весовой категории (WBA, 2008—2009).
- Чемпион мира в лёгкой весовой категории (WBC, 2014—2016; WBA, 2016—2018; The Ring, 2016—2018).